# 하이퍼나이프
《하이퍼나이프》(영어: Hyper Knife)는 디즈니+에서 2025년 3월 19일부터 2025년 4월 9일까지 방송중인 대한민국의 의학, 범죄 스릴러 드라마이다.

## 기획의도
과거 촉망받는 천재 의사였던 ‘세옥’이 자신을 나락으로 떨어뜨린 스승 ‘덕희’와 재회하며 펼치는 치열한 대립을 그린 메디컬 스릴러

## 등장 인물

### 주요 인물
- 박은빈: 정세옥 역 - 17세에 의대 수석 입학한 천재
- 설경구: 최덕희 역 - 세계 최고의 신경외과의
- 윤찬영: 서영주 역 - 세옥의 곁을 그림자처럼 지키는 인물
- 박병은: 한현호 역 - 세옥의 실력을 아까워하는 마취과 의사

### 최덕희 주변 인물
- 강지은 : 라 여사 역
- 이정식 : 하우영 역
- 한준우 : 앨런 킴 역
- 송훈 : 덕희 집사 역
- 오용 : 송 교수 역

### 마을 사람들
- 김수연 : 김영신 역
- 허지나 : 권마리 역
- 이태영 : 권신규 역
- 문정웅 : 박 순경 역

### 광역수사대
- 유승목 : 양 경감 역
- 장원형 : 이완일 역
- 오현수 : 성 팀장 역

### 두봉파
- 김종만 : 김두봉 역
- 김찬형 : 상기 역
- 이동현 : 꽁치 역

### 그 외 인물
- 원현준 : 민 사장 역
- 장선 : 미란 역
- 윤정훈 : 세국 역
- 신성균 : 장병호 역
- 송경원 : 강 원장 역
- 설유진 : 정아 역
- 임서린 : 이소정 역
- 이태일 : 용렬 역
- 다니엘라 : 소피 역
- 료가 하루히 : 이치다 나나에 역
- 이승연 : 나혜수 역

### 기타 인물
- 미상 : 마리 식당 주인의 동생 역
- 김학선 : 명진 역
- 류해준 : 기영 역
- 미상 : 기영의 아빠 역
- 미상 : 제보자 역

## 참고 사항
- 예고편에서는 연세대학교 출신의 촉망받는 의사라고 했으나 정작 드라마를 촬영한 곳은 분교이다.[3]

- 설경구와 윤찬영은... 영화 《생일》 에 이어서 또 다시 재회해 캐스팅 되었다.